# Stazione di Roma Laziali
Stazione di Roma Laziali vasútállomás Olaszországban, Róma településen.

## Vasútvonalak
Az állomást az alábbi vasútvonalak érintik:
- Róma–Giardinetti-vasútvonal

## Kapcsolódó állomások
A vasútállomáshoz az alábbi állomások vannak a legközelebb:
- Santa Bibiana railway halt (Stazione di Centocelle, Róma–Giardinetti-vasútvonal)